# Astragalus baldaccii
Astragalus baldaccii es una especie de planta del género Astragalus, de la familia de las leguminosas, orden Fabales.
Fue descrita científicamente por Degen.